# マルグリット・モーリー
マルグリット・モーリー（旧姓：ケーニヒ）（Marguerite Maury，1895年 ‐ 1968年9月25日）は1950年から1960年代にかけて活躍したオーストリア出身の生化学者。精油を植物油に希釈してマッサージに使用する方法を示し、のちにイギリスで発展をみせるホリステックアロマテラピー（身体に起こるトラブルを心理面、体質を含め全体的にとらえてアロマテラピーを用いたアプローチを行うもの）の基礎を築いた。

## 略歴
1895年オーストリアに生まれ、ウィーンで育った。父は実業家で、クリムトやシーレなど、画家たちのスポンサーだった。しかし、事業の失敗で父は自殺。また、17歳で結婚した同郷の男性は、第一次世界大戦に出征して戦死。息子は髄膜炎を患い、わずか2歳で他界した。
その後勉学に励み、看護と外科助手の資格を取得、フランスへ移住してアルザスで外科助手の職を得た。この頃、シャバーヌ著"Les Grandes Possibilites par les Matieres Odoriferantes " （芳香物質類による大きな可能性）を読み、大きく影響を受けた。1930年代の初めに、外科医でホメオパシーの専門家であるモーリー出会い、再婚。夫と協力して代替医療を学び、40年代に精油が神経系にもたらす効果について研究成果を発表した。その後、1968年に脳卒中のため73歳で亡くなる直前まで、アロマテラピーの研究を続けた。

## 実績
フランスへ移住した後、神経系に対する精油類の効果、精油類の若返り特性、精油類の全体的な充足感に及ぼす影響についての研究を生涯にわたって続けた。研究の中で芳香粒子の活性領域値を発見し、経皮的な吸収・吸入による効果に注目。インド、中国、チベットの伝統的な医学や哲学を学び、精油を植物油に希釈してマッサージに使用する方法を示した。また、精神と肉体のアンバランスに対して、個人個人に別々の処方をすることでそのバランスを正常化する施術方法を提唱している。これらの方法がホリスティック・アロマテラピーの施術の基礎となったため、マルグリット・モーリーは「現代のアロマセラピーに関する施術の母」「英国のアロマテラピーの祖」など、アロマテラピーの創始者の一人として考えられている。
1961年に“Le Capital-Jeunesse”（日本語題：最も大切なもの…若さ）が発刊され、1964年に英訳もされた。一度絶版したが、1989年に英語版“Margurite Moary’s Guide to Aromatherapy:The Secret of Life and Youth”〔生命と若さの秘密〕として復刊された。
1962年、自然スキンケア法の分野での寄与から美容学・化粧品学国際賞（シデスコ賞）を受賞した。ヨーロッパ中で講演を行い、パリやスイス、イングランドでアロマテラピークリニックを開院。晩年は英国に招かれロンドンでクリニックを開き、ダニエル・ライマン、シャーリー・プライス、ミシュリーヌ・アルシエなど、のちの英国アロマテラピー界で活躍する人々を養成した。